# Mouriá
Mouriá är en ort i Grekland.   Den ligger i prefekturen Trikala och regionen Thessalien, i den centrala delen av landet, 240 km nordväst om huvudstaden Aten. Mouriá ligger 119 meter över havet och antalet invånare är 714.
Terrängen runt Mouriá är platt åt nordost, men åt sydväst är den kuperad. Runt Mouriá är det ganska glesbefolkat, med 42 invånare per kvadratkilometer. Närmaste större samhälle är Trikala, 8,5 km nordost om Mouriá. Trakten runt Mouriá består till största delen av jordbruksmark.